# Joanna Kulmowa

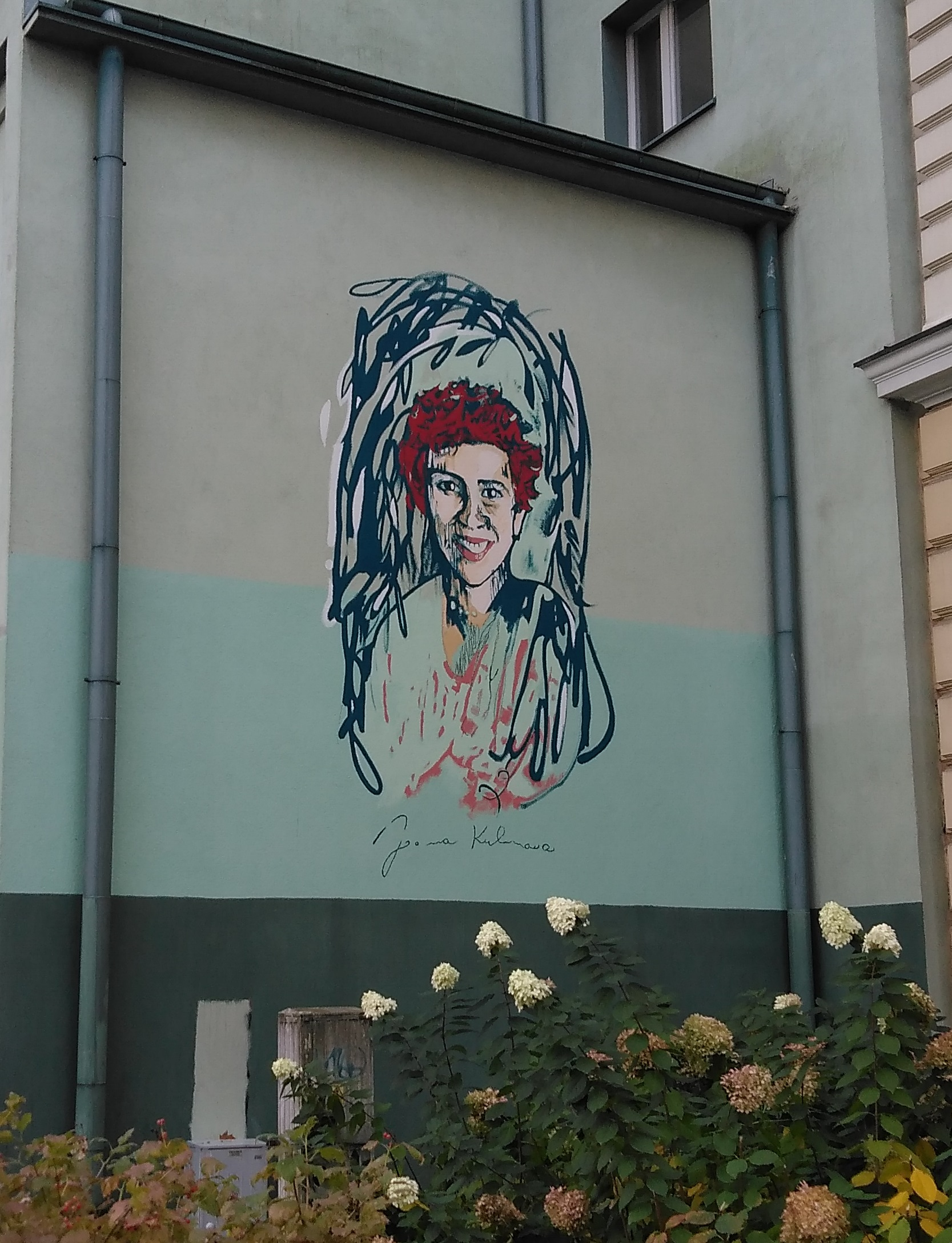
Upamiętniający Joannę Kulmową mural w Łodzi przy ul. Sienkiewicza

Joanna Kulmowa, właśc. Joanna Maria Kulma z domu Cichocka (ur. 25 marca 1928 w Łodzi, zm. 17 czerwca 2018 w Warszawie) – polska poetka, prozaiczka, autorka utworów scenicznych oraz książek dla dzieci i młodzieży, reżyserka, współzałożycielka Warszawskiej Opery Kameralnej.

## Życiorys
Była córką Anny (Wandy) Cichockiej z domu Landsberg i Alfreda Cichockiego, a także wnuczką przemysłowca Aleksandra Landsberga. Mieszkała w Tomaszowie Mazowieckim, następnie jej rodzina osiedliła się w Łodzi. W czasie okupacji niemieckiej uczestniczyła w tajnych kompletach, wśród jej nauczycieli był m.in. Armand Vetulani. Po wojnie wraz z matką ponownie zamieszkała w Łodzi.
Studiowała początkowo historię na Uniwersytecie Łódzkim. Ukończyła następnie studia aktorskie w Państwowej Wyższej Szkole Teatralnej i Filmowej w Łodzi oraz reżyserię w Państwowej Wyższej Szkole Teatralnej w Warszawie. W warszawskich teatrach była asystentką reżysera (często Jana Kulmy). W 1955 objęła stanowisko redaktora działu teatralnego w wydawnictwie Nasza Księgarnia.
Jako reżyserka teatralna zadebiutowała w Teatrze Ziemi Łódzkiej, a następnie pracowała w teatrach Poznania i Koszalina. W Teatrze Wybrzeże objęła funkcję kierownika literackiego. Wraz m.in. ze Stefanem Sutkowskim na początku lat 60. współtworzyła Scenę Kameralną Filharmonii Narodowej, z którą współpracowała przez kilkanaście lat.
Pod koniec lat 70. podjęła współpracę ze środowiskami opozycyjnymi, publikowała wiersze w drugoobiegowym „Zapisie” i „Pulsie”. Po wprowadzeniu stanu wojennego zamieszczała swoje utwory w czasopismach podziemnych, wydała też dwie pozycje poetyckie, popularne w drugim obiegu. Wspólnie z mężem organizowała i uczestniczyła w wydarzeniach, mieszczących się w ramach Tygodni Kultury Chrześcijańskiej. Małżonkowie założyli chór i teatr dziecięcy przy parafii w Poczerninie.
Jako poetka debiutowała w 1952, ogłosiła kilka tomów wierszy, m.in. Fatum na zakręcie (1957), Boże umieranie (1962), Cykuta i Jonasz, czyli nasza epoka (1967), Trefnisiem będąc (1978), Wiersze wybrane (1988). Jej wiersze są zmienne w nastroju, oprócz liryzmu i refleksji zawierają elementy dowcipu i groteski, chętnie odwołują się do świata wyobraźni i humoru. Joanna Kulmowa jest także autorką utworów scenicznych, librett operowych, cyklu psalmów responsoryjnych, słuchowisk radiowych. Znaczącą część jej twórczości stanowią utwory adresowane do młodych odbiorców. Wydała tomiki wierszy dla dzieci, m.in. Śpiew lasu (1967), Wiersze dla Kai (1970), Zasypianki (1972), Krześlaki z rozwianą grzywą (1978), Niebo nad miastem (1986), Zagubione światełko (1990). Kierowana do dzieci poezja poetki odznacza się połączeniem humoru i głębokiego liryzmu. Autorka chętnie stosuje eksperymenty słowne, odwołuje się do świata dziecięcych przeżyć i wyobraźni. Zachowując własny, charakterystyczny styl nadaje wierszom postać refleksyjnej i lirycznej zadumy nad światem.
Jako prozaiczka opublikowała m.in. pełne poetyckiej fantazji, metaforyczne powieści Wio, Leokadio (1965), Stacja „Nigdy w Życiu” (1967), w których dzieliła się z czytelnikami refleksjami nad podstawowymi treściami ludzkiej egzystencji oraz kształtem współczesnego świata. W 1984 wydała tom Serce jak złoty gołąb, stanowiący próbę stworzenia nowego typu baśni metaforycznej dla dzieci.
W latach 1996–1998 pełniła m.in. funkcję prezesa stołecznego oddziału Stowarzyszenia Pisarzy Polskich. W latach 2014–2017 była członkinią jury Nagrody Literackiej m.st. Warszawy.
Z okazji przypadającej w 2018 dziewięćdziesiątej rocznicy urodzin poetka wydała dwa zbiory poezji: Jeszcze 37 wierszy (zawierający utwory premierowe) oraz Moje żarty – wybór utworów satyrycznych, fraszek, piosenek i kupletów, opublikowanych wcześniej przez autorkę w kilkunastu książkach, poczynając od wydanego w 1957 tomu Fatum na zakręcie.
Badaniem twórczości Joanny Kulmowej zajęła się Urszula Chęcińska, autorka monografii pt. Poetka i paidia. O muzie dziecięcej Joanny Kulmowej oraz redaktorka publikacji pt. Dziecko i jego światy w poezji dla dzieci (będącej zapisem pierwszej konferencji naukowej zorganizowanej z okazji 65. rocznicy urodzin Joanny Kulmowej).
Wyrazy uznania dla poezji i wdzięku Joanny Kulmowej zawarła Wisława Szymborska w jednym z listów do Kornela Filipowicza (8 lipca 1968), pisząc o niej: „przyjaciółka moja i poetka grubo niedoceniana”. Kulisom przyjaźni obu poetek został poświęcony wydany w 2019 przez Społeczny Instytut Wydawniczy „Znak” zbiór listów Wisławy Szymborskiej i Joanny Kulmowej, pełnych żartobliwych uwag, sekretnych wyznań i refleksji nad przyszłością poezji; edycję zatytułowaną Tak wygląda prawdziwa poetka, podciągnij się! Listy wzbogacono o rękopisy listów.
W 2023 utworzona została Fundacja Joanny Kulmowej i Jana Kulmy, mająca prowadzić działalność wydawniczą i wystawienniczą związaną z popularyzacją dorobku artystycznego jej patronów.

## Życie prywatne
Była zamężna z Janem Kulmą, reżyserem, muzykiem i filozofem. W latach 1961–1996 małżonkowie mieszkali w Strumianach pod Stargardem. Po wyprowadzeniu się do Warszawy ofiarowali Bibliotece Głównej Uniwersytetu Szczecińskiego pamiątki (obrazy, zabytkowe meble, książki), wykorzystane przy stworzeniu tzw. Sali Strumiańskiej, będącej miejscem spotkań autorskich, promocji książek, wydarzeń kulturalnych. Wraz z mężem Joanna Kulmowa organizowała międzynarodowe spotkania literackie (w tym VI Warszawskie Dni Literatury „Polska Rzeczpospolitą wielu narodów”).
Zmarła 17 czerwca 2018 w Warszawie. Została pochowana 21 czerwca na cmentarzu Wolskim. Wspomnienie z informacją o uroczystościach pogrzebowych, podpisane przez Rodzinę Strumiańską, zostało zatytułowane Pisarka Joanna Kulmowa nie żyje. Mówiła: „Trzeba nie przestawać być dzieckiem”.

## Odznaczenia, wyróżnienia
Ordery i odznaczenia
- Krzyż Komandorski Orderu Odrodzenia Polski nadany za wybitne zasługi dla kultury polskiej, za osiągnięcia w pracy twórczej i artystycznej (2012)[1] (2011)[1]; udekorowana 11 listopada 2012[20]
- Krzyż Oficerski Orderu Odrodzenia Polski (1998)[21]
- Złoty Medal „Zasłużony Kulturze Gloria Artis” (2008)[22]

Nagrody i wyróżnienia
- Tytuł honorowego obywatela Szczecina (2010)[23] i Tomaszowa Mazowieckiego (2012)[5]
- Tytuł doktora honoris causa Uniwersytetu Szczecińskiego (2010)[23]
- Order Uśmiechu (2000)[24]
- Nagroda Literacka m.st. Warszawy: w 2008 w kategorii „Literatura dla dzieci i młodzieży” za zbiór wierszy Kulmowa dzieciom[25] oraz w 2013 za całokształt twórczości w kategorii „Warszawski Twórca”[26]
- Wawrzyn Mistrza Mowy Polskiej (2017)[27]
- Medal ZAiKS-u (2008)[28]
- Nagroda specjalna i członkostwo honorowe ZAiKS-u (2017)[28]
- Nagroda Artystyczna Miasta Szczecina, nadana za całokształt działalności artystycznej (2018)[29]
- Orfeusz – Nagroda Poetycka im. Konstantego Ildefonsa Gałczyńskiego za tom 37 jako najlepszy tom poetycki roku (2018, pośmiertnie)[30][31]; nagrodę odebrała, na prośbę męża poetki Jana Kulmy, Urszula Chęcińska[31]